# Matej Andráš
Matej Andráš (9. září 1921 Ždiar, okres Poprad – 5. března 2012 Bratislava) byl československý diplomat, slovenský politik, překladatel a spisovatel.

## Život
Vystudoval gymnázium v Kežmarku a Právnickou fakultu Univerzity Komenského v Bratislavě. Od srpna 1945 působil na československém ministerstvu zahraničních věcí. V letech 1946 až 1947 byl osobním tajemníkem Vladimíra Clementise, který byl tehdy státním tajemníkem na tomto ministerstvu. V letech 1947 až 1950 byl československým konsulem v polských Katovicích. V roce 1947 obdržel polské vyznamenání Řád znovuzrozeného Polska. V roce 1950 byl z ministerstva zahraničních věcí propuštěn.
V letech 1951 až 1955 byl zaměstnaný jako soustružník v pražské továrně ČKD Sokolovo. V letech 1955 až 1969 byl vedoucím sekretariátu Svazu slovenských spisovatelů. V letech 1969 až 1971 byl náměstkem ministra kultury Slovenské socialistické republiky Miroslava Válka. V roce 1971 pracoval ve Slovenské ústředí knižní kultury. V letech 1972 až 1977 byl ředitelem vydavatelství Slovenský spisovatel. V letech 1977 až 1989 byl ředitelem Slovenské literární agentury. Překládal z české, polské a ruské  literatury. Zabýval se záležitostmi slovenské národnostní menšiny v Polsku, věnoval se slovensko-polským vztahům, spolupracoval se Spolkem Slováků v Polsku.